# Safford (Arizona)
Safford város az USA Arizona államában. Lakosainak száma 10 129 fő (2020. április 1.).

## Népesség
A település népességének változása:

| 2010 | 9 566  |
| 2020 | 10 129 |